# Идия
Идия в древногръцката митология е океанида. Най-малката дъщеря на Океан и Тетия. Съпруга е на царя на Колхида Еет и от него майка на магьосницата Апсирт, Медея и Халкиопа.